# Sophia Colpaar
Sophia Frederika Wilhelmina Colpaar (Amsterdam, 15 januari 1852 — aldaar, 28 september 1921) was een Nederlands toneelspeelster en zangeres.
Colpaar werd geboren in 1852 te Amsterdam als dochter van de tapper Gerrit Wilhelmus Colpaar en Frederika Sophia Wilhelmina Wickel, die aan het Leidseplein woonden. In 1876 huwde zij dirigent Albert Kwast. Het echtpaar kreeg een aantal kinderen, maar Kwast bleek haar niet trouw te zijn. Hij had een verhouding met Cäthy Müller, harpiste uit zijn toenmalige symfonieorkest Arnhemsche Orkest Vereeniging. Een scheiding volgde in 1908.
Colpaar was mezzosopraan. Haar zangopleiding kreeg zij van Anna Collin-Tobisch. In 1877 was zij op tournee door Nederland, waarbij ze zes concerten in Utrecht gaf. In de jaren negentig van de 19e eeuw verdween zij van de podia om voor haar kinderen te zorgen. In Arnhem en omstreken was ze geliefd. In 1876 was de kritiek op haar optreden na een concert in 1876 in Leeuwarden negatief.
Enkele concerten/rollen:
- 1866: Amsterdam: Salon des Variétés in de Amstelstraat: De dochter van den handwerksman
- 1866: Den Haag: Diligentia: Snorken is het consigne
- 1868: Amsterdam: Salon des Variétés in de Amstelstraat: De Schoone Gabrielle van Frans van Auguste Maquet
- 1870: idem: Frou-Frou van Henri Meilhac en Ludovic Halévy
- 19 april 1874: Amsterdam: Parkconcert: Matinée musicale
- 1876: Bergen op Zoom: sopraan in Psalm 42 van Felix Mendelssohn Bartholdy, onder leiding van toekomstige echtgenoot Kwast
- 6 april 1880: Arnhem: Musis Sacrum: concert samen met haar man (orkest 8e regiment infanterie)